# Suzy Bartelt
Susanne „Suzy“ Bartelt (* 1981 in Pasewalk) ist eine deutsche Musikerin, Gesangspädagogin und Chorleiterin.

## Werdegang
Bartelt besuchte die Torhorst-Gesamtschule in Oranienburg, wo sie 2001 das Abitur – Leistungsfach Musik – absolvierte. Anschließend machte sie in Arnheim an der ArtEZ Hogeschool voor de Kunsten ihren Bachelor of Music Jazz & Pop Gesang. 
Von 2011 bis 2012 war sie Mitglied des Acapella-Quintetts „Add One“ aus Köln. Diese Formation erhielt 2012 u. a. den Deutschen Rock und Pop Preis in der Kategorie Beste Popgesangsgruppe.
Seit 2012 leitet Bartelt den Pop-Chor Orange Voices aus Oranienburg. Für den Chor arrangierte sie u. a. verschiedene Lieder der isländischen Sängerin Björk im Rahmen des Projekts „ICE – Björk und isländische Volksmusik“. Das Projekt wurde mit Orchesterbegleitung in den Niederlanden aufgeführt. 2023 veröffentlichte Bartelt mit den Orange Voices das Album „Lieblingsstücke“.
Als Solokünstlerin veröffentlichte Bartelt 2012 ihr erstes Soloalbum „Suzy Bartelt“. Unter dem Namen „Suzy Va“ folgte 2019 ein zweites Album („Constantly Changing“). Für ihren Song „The Day“ erhielt sie den Deutscher Rock- und Pop-Preis in der Kategorie Bester Jazz-Rock-Song.
Neben zahlreichen weiteren Projekten arbeitet Bartelt als Gesangspädagogin und -lehrerin für die Musikschule Klang-Farbe Orange in Oranienburg und für die Musikschule Treptow in Berlin.
Bartelt ist verheiratet und lebt in Berlin.

## Diskografie
- 2012 CD Suzy Bartelt
- 2019 CD Constantly Changing (als „Suzy Va“)
- 2023 CD Lieblingsstücke (mit Orange Voices)